# Rhagodista diabolica
Rhagodista diabolica är en spindeldjursart som beskrevs av Kraus 1959. Rhagodista diabolica ingår i släktet Rhagodista och familjen Rhagodidae. Inga underarter finns listade i Catalogue of Life.